# Hector Priem
Hector Priem est un entraîneur belge. Il dirige les joueurs de La Gantoise de 1901 à 1909. Il a aussi été le premier président de La Gantoise en 1901, et était à nouveau le président de ce club en 1912. 